# Kaochaduiyuan Tan
Kaochaduiyuan Tan (chinesisch 考查队员滩 Strand der Expeditionsmannschaft) ist ein felsiger Strand im Norden von Nelson Island im Archipel der Südlichen Shetlandinseln. Im Südosten der Stansbury-Halbinsel bildet er südlich des Taiyang Shan den Ufersaum der Bucht Denglu Wan.
Chinesische Wissenschaftler der Große-Mauer-Station nutzten ihn regelmäßig zur Anlandung auf Nelson Island und benannten ihn 1986 im Zuge der Erstellung von Luftaufnahmen.